# Khandro Rinpočhe
Khandro Rinpočhe (celým jménem Mindrolling Džetsün Khandro Rinpočhe) je jednou z mála ženských tibetských buddhistických lamů a držitelkou linií Ňingma a Kagjü. Narodila se v roce 1967 v indickém Kalimpongu jako dcera Jeho Svatosti 11. Mindrollinga Tričhena. Ve dvou letech byla Jeho Svatostí 16. Karmapou rozpoznána jako reinkarnace „Velké dákiní z Cchurphu“, jež ve své době patřila k nejuznávanějším ženským mistrům. Khandro Rinpočhe získala učení a transmise od některých z největších mistrů 20. století – Jeho Svatosti Mindrollinga Tričhena, Jeho Svatosti Dilga Khjence Rinpočheho, Jeho Eminence Trulzhiga Rinpočheho, Jeho Eminence Tenga Rinpočheho, Jeho Eminence Cetrul Rinpočheho a Jeho Eminence Tulku Orgjena Rinpočheho. V posledních šestnácti letech cestuje po Evropě a Severní Americe a předává učení škol Ňingma i Kagjü. Khandro Rinpočhe je také autorkou knihy This Precious Life: Tibetan Buddhist Teachings on the Path to Enlightenment, kterou v roce 2003 vydalo nakladatelství Shambhala Publications.